# 高見梁川
高見 梁川（たかみ りょうせん、1972年 －）は、福島県伊達市梁川町出身の日本の小説家、警備会社役員。

## 経歴・人物
2008年からネット上で文章を書き始める。2013年、『異世界転生騒動記』でアルファポリス「第6回ファンタジー小説大賞」大賞受賞、2014年に商業デビューを果たす。2021年、小説家になろうへの投稿作『辺境に追放された第五王子ですが、なぜか兄嫁たちが未亡人になっておしかけてきます』で第9回ネット小説大賞を受賞、同作は『辺境に追放された第5王子は【幸運】スキルでさくさく生き延びます』と改題され2022年5月11にツギクルブックスより発売された。
大学時代は立正大学漫画研究会に所属し、上級生に水城たくや、にしき義統などがいる。
中学時代高千穂遥に心酔し以前は高見遥名義で執筆。その後、生まれ故郷の梁川町（やながわ）から名を取って、2008年から高見梁川と改名。ちなみに伊達市には霊山（りょうぜん）という場所がある。
高橋克彦を敬愛しており、歴史好きを公言している。また大の酒好きであり、酒に関するツイートが多い。

## 作品一覧
- 『異世界転生騒動記』（刊行中）りりんらイラスト、アルファポリス単行本、既刊14巻

マンガ
- 『異世界転生騒動記』（連載中）ほのじ画、アルファポリス〈アルファポリスCOMICS〉、既刊12巻

- 『ある魔女の受難』（完結）かぼちゃイラスト、アルファポリス、全1巻
  1. 2015年1月23日発売 ISBN 978-4-434-20237-7

- 『アルマディアノス英雄伝』（完結）長浜めぐみイラスト、アルファポリス単行本、全5巻
  1. 2016年6月1日発売 ISBN 978-4-434-22122-4
  2. 2016年9月1日発売 ISBN 978-4-434-22459-1
  3. 2017年1月1日発売 ISBN 978-4-434-22920-6
  4. 2017年6月1日発売 ISBN 978-4-434-23517-7
  5. 2017年9月22日発売 ISBN 978-4-434-23778-2

マンガ
- 『アルマディアノス英雄伝』（完結）佐藤夕子画、アルファポリス〈アルファポリスCOMICS〉、全2巻
  1. 2018年3月24日発売 ISBN 978-4-434-24368-4
  2. 2020年3月23日発売 ISBN 978-4-434-27109-0

- 『アラフォー社畜のゴーレムマスター』（完結）吉沢メガネイラスト、双葉社〈モンスター文庫〉、全7巻
  1. 2017年5月19日発売 ISBN 978-4-5757-5137-6
  2. 2017年10月28日発売 ISBN 978-4-5757-5167-3
  3. 2018年3月30日発売 ISBN 978-4-5757-5197-0
  4. 2018年8月30日発売 ISBN 978-4-5757-5219-9
  5. 2019年2月28日発売 ISBN 978-4-5757-5236-6
  6. 2019年6月28日発売 ISBN 978-4-575-75246-5
  7. 2020年1月30日発売 ISBN 978-4-575-75258-8

マンガ
- 『アラフォー社畜のゴーレムマスター』（連載中）水無月十八画、双葉社〈モンスターコミックス〉、既刊7巻
  1. 2018年8月30日発売 ISBN 978-4-5754-1033-4
  2. 2019年2月28日発売 ISBN 978-4-5754-1049-5
  3. 2019年8月30日発売 ISBN 978-4-5754-1074-7
  4. 2020年2月29日発売 ISBN 978-4-5754-1104-1
  5. 2020年8月30日発売 ISBN 978-4-5754-1151-5
  6. 2021年3月29日発売 ISBN 978-4-5754-1208-6
  7. 2021年9月30日発売 ISBN 978-4-5754-1301-4

- 『辺境に追放された第5王子は【幸運】スキルでさくさく生き延びます』（完結）憂目さとイラスト、ツギクル〈ツギクルブックス〉、全2巻
  1. 2022年5月11日発売 ISBN 978-4-8156-1594-9
  2. 2022年9月9日発売 ISBN 978-4-8156-1759-2

マンガ
- 『辺境に追放された第5王子は【幸運】スキルでさくさく生き延びます』（連載中）由姫霙画、竹書房〈バンブーコミックス〉